# Ronald J. Bacigal
Ronald J. Bacigal (...) è un giurista statunitense.

## Biografia
È docente di diritto alla Scuola di diritto della Università di Richmond. È noto negli USA come «uno dei principali studiosi del Quarto Emendamento della Costituzione degli Stati Uniti d'America» («nationally recognized as one of the leading scholars of Fourth Amendment Law»).
Bacigal si è laureato alla Concord University e alla Scuola di legge della Washington and Lee University. Nell'ambito del Fulbright Program ha lavorato a L'Aia. Ha insegnato alla Richmond University dal 1971 ed è professore dal 1973. È referente per le decisioni penali della Corte d'Appello della Virginia.
Ha ricevuto numerosi premi, inclusi il Premio Professionalità Harry L. Carrico 2008, presentato dall'agenzia Virginia State Bar della Corte Suprema della Virgina; l’Outstanding Faculty Award 1990 del Virginia State Council of Higher Education e, per due volte, il Distinguished Educator Award dell'Università di Richmond (Virginia).
Bacigal è autore di numerosi testi di diritto, usati sia a livello educativo sia a livello professionale, e ha pubblicato numerosi articoli su riviste qualificate.